# جون هنري كيل
جون هنري كيل (بالإنجليزية: John Henry Kyl)‏ (و. 1919 – 2002 م) هو سياسي، ومدرس، وصحفي من الولايات المتحدة الأمريكية ولد في وود ريفير، نبراسكا.
وهو عضو في الحزب الجمهوري .